# استوم
استوم (به هلندی: Oostum) یک منطقهٔ مسکونی در هلند است که در وینسوم واقع شده‌است. استوم l نفر جمعیت دارد.